# Neal Eardley
Neal Eardley est un ancien footballeur international gallois, né le 6 novembre 1988 à Llandudno au pays de Galles.

## Biographie
Arrivé à Blackpool FC à l'été 2009, Neal Eardley prolonge son contrat d'un an en août 2011.
Le 12 janvier 2017, il rejoint Northampton Town .
Le 3 août 2017, il rejoint Lincoln City.
Le 4 août 2020, il rejoint Burton.

## Palmarès

### En club
Lincoln City 
- EFL League Two
  - Champion en 2019
- EFL Trophy
  - Vainqueur en 2018

### Distinctions personnelles
- Membre de l'équipe type de Football League One en 2009.
- Membre de l'équipe-type de Football League Two en 2019.